# Marquesado de Valfuerte
El marquesado de Valfuerte es un título nobiliario español creado por el rey Felipe IV en favor de Fernando Manuel de Cardona y Córdoba y Bayer, señor de Valfuerte de Sicilia, el 20 de febrero de 1641, desde Nápoles.
Fue rehabilitado en 1923 por el rey Alfonso XIII, quien lo concedió a Luis de Arróspide y Arróspide, hijo de José María de Arróspide y Álvarez, III duque de Castro-Enríquez, XI conde de Plasencia, etc.

## Marqueses de Valfuerte
|                                 | Titular                                      | Periodo                |
| Creación por Felipe IV          | Creación por Felipe IV                       | Creación por Felipe IV |
| ------------------------------- | -------------------------------------------- | ---------------------- |
| I                               | Fernando Manuel de Cardona y Córdoba y Bayer | 1641-¿?                |
| II                              |                                              |                        |
| Rehabilitación por Alfonso XIII |                                              |                        |
| III                             | Luis de Arróspide y Arróspide                | 1923-1946              |
| IV                              | Íñigo de Arróspide y Valera                  | 1952-2023              |
| V                               | María Belén de Arróspide y López de Letona   | 2023-actual titular    |

## Historia de los marqueses de Valfuerte
La lista de sus titulares es la que sigue:
- Fernando Manuel de Cardona y Bayer, I marqués de Valfuerte, gentilhombre de Juan José de Austria.

Casó en Madrid (San Sebastián) el 23 de julio de 1662 con su tía Antonia O’Sullivan, condesa de Bearhaven.
En 1923, el título fue rehabilitado por Alfonso XIII en favor de:
- Luis de Arróspide y Arróspide (1904-1946), III marqués de Valfuerte, caballero de la Orden de Santiago y de la Real Maestranza de Zaragoza.

Le sucedió, en 1952, el hijo de su hermano Francisco de Arróspide y Arróspide, IV duque de Castro-Enríquez, XII conde de Plasencia, etc., quien había casado con María del Carmen Valera y Ramírez de Saavedra:
- Íñigo de Arróspide y Valera,  IV marqués de Valfuerte, V duque de Castro-Enríquez, XIII conde de Plasencia, XI conde de Montealegre.

Casó con Carmen López de Letona y Coello de Portugal. Le sucedió, por distribución, su hija:
- María Belén de Arróspide y López de Letona,  V marquesa de Valfuerte.[3]